# Stig Møller

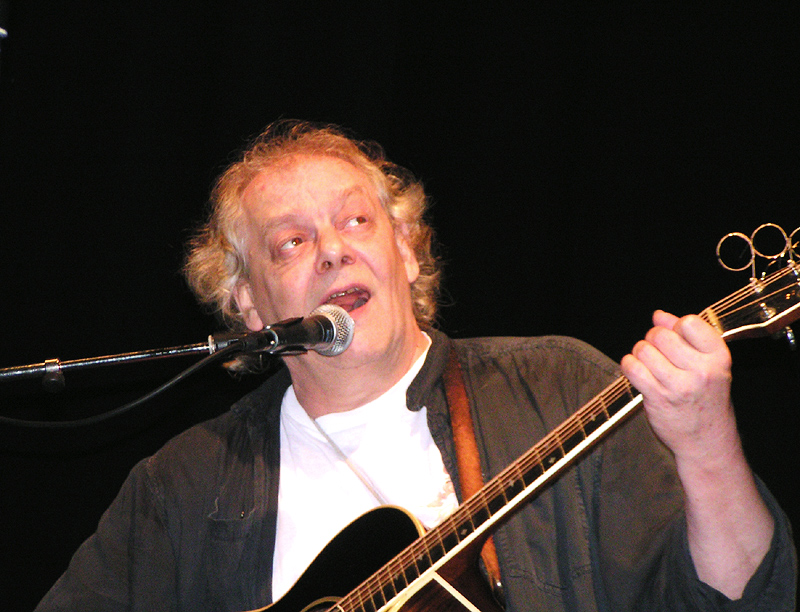
Stig Møller (Roskilde, 2005)

Stig Møller (* 2. November 1945 in Kopenhagen) ist ein dänischer Sänger, Gitarrist, Liedtexter und Komponist.

## Leben und Karriere

### Anfänge
Stig Møller startete in den frühen 1960er Jahren als Bassist mit sogenannter „Stacheldrahtmusik“ (dänisch: „Pigtrådsmusik“ für Rockmusik), sowohl mit der Gruppe „Blackbeat“ als auch für sehr kurze Zeit mit „Les Rivals“ (gehörte aber nicht zu deren Stammbesetzung). In der Mitte der 1960er Jahre wechselte Møller das Genre und mit der Akustik-Gitarre auch das Instrument hin zum Folk und wurde als Folksänger in den dänischen Medien zu Dänemarks „Donovan“ ausgerufen.
Etwa 1963 schnallte sich Stig Møller die Gitarre auf den Rücken, reiste quer durch Europa und verbrachte dabei längere Aufenthalte u. a. in Spanien und Frankreich. Nach dieser Tour kehrte er 1965 nach Kopenhagen zurück und begann, in den Folkmusikklubs aufzutreten. In einem davon, dem Las Vegas (heute Vega), bekam er von dessen Leiter ein festes Engagement. Zuvor hatte er für diesen Klub, gewissermaßen als Vorbedingung für sein Engagement, mehr als 20 englischsprachige Songs ins Dänische übertragen. In diesem Milieu traf Stig Møller u. a. den jungen Paul Simon, der seinen Auftritt in Kopenhagen im gleichen Klub hatte. Die beiden nahmen zusammen den Song Min By (Meine Stadt) auf, der jedoch erst 2005 das Licht der Welt erblickte, als der retrospektive 3-CD-Box-Sampler Derfra Hvor Vi Stod (Von dort, wo wir standen) herauskam. 1966 erschien Stig Møllers erste Platte – die englischsprachige Single People They Don’t know. Etwas später im gleichen Jahr kam bei einer anderen Plattengesellschaft seine erste dänische Single heraus mit dem Titel Min undulat er død (Mein Wellensittich ist tot) und der B-Seite 25 minutter endnu (Noch 25 Minuten), die Jahre später für seinen Kollegen Povl Dissing ein großer Hit wurde.
Neben seiner beginnenden Musikerkarriere hatte Stig Møller für eine kurze Übergangszeit auch einen Job in Aage Jensens Musikschule in Kopenhagen, der Musikschule in Dänemark, wo er Gitarrenspiel unterrichtete. 1966 traf er durch Vermittlung der mit ihm befreundeten Schauspielerin Helle Ryslinge den Dichter Eik Skaløe. Im November 1966 tauchte Skaløe an Møllers Arbeitsplatz in der Musikschule auf, mitten in dessen Musikstunde. Ergebnis: Møller wurde gefeuert. Aber damit begann eine einzigartige Kooperation und zwischen den beiden entwickelte sich eine enge Freundschaft. Stig Møller komponierte die Musik zu Skaløes Gedichten und gemeinsam erarbeiteten sie neue Rock-Songs mit dänischen Texten. Gemeinsam auch gründeten sie die Gruppe „Steppeulvene“, die in ihrer ersten Zusammensetzung ein Meilenstein in der dänischen Rockgeschichte war. In dieser Zeit wechselte Møller von der Akustik- zur E-Gitarre. Insbesondere aber verbindet man Stig Møller mit dem Mann hinter der Musik auf dem legendären Steppeulvene-Album Hit von 1967, wo er im achten Stück der Platte psychedelische Musik aufklingen ließ. Nach dem Plattenerfolg mit Hit löste sich die Band drei Jahre später, 1970, auf, ohne an ihren Erfolg noch einmal anknüpfen zu können und danach trat Stig Møller teils allein, teils mit Christian Sievert und Flemming Quist Møller auf.

### Weiterentwicklung in verschiedenen Bands
Nach einem Aufenthalt im Thy-Lager (dän. thylejren) 1970 kehrte Møller 1971 nach Kopenhagen zurück und wurde, ebenfalls nur für kurze Zeit, Mitglied in Kim Larsens kurzlebiger Freizeitband „Starfuckers“ aus dem Jahr 1978. Diese Band bestand aus Kim Larsen, Stig Møller, Ken Gudman und Ole „Frø“,Thomas Grue sowie Jess Stæhr. Sie spielte 1978 das Live-Album Vogt Dem for efterlysninger (Schützt euch vor Imitationen) im Ryslinge-Kro (ein Gasthof von Ryslinge) auf der Insel Fünen und auf dem Multimusik-Festival in Silkeborg ein. Danach wandte sich Stig Møller Peter Ingemanns Projekt „Skousen & Ingemann“ zu, das im Hus Bogcafé (Haus Buch-Café) in Kopenhagen gegründet worden war. Dieses Ensemble veröffentlichte 1971 das Album Herfra hvor vi står (Von hier aus, wo wir stehen), das mit akustischen Instrumenten eingespielt wurde. Das Album wurde ein großer Erfolg, zu dem Møllers Gitarrenspiel deutlich beitrug. Der gleichnamige Titelsong dieser Platte wurde zu einer Art Hymne der dänischen Jugendbewegung in den 1970er Jahren. Nachdem „Skousen & Ingemann“ zur Rockband „Musikpatruljen“ (Musikpatrouille) umgeformt worden waren, verließ Møller sie nach ganz kurzer Zeit, um sowohl solo, als auch in den Gruppen „Kajs Camping“ und „Dødens Pølse“ (etwa: Todeswurst – ein Ausdruck aus der damaligen Jugendsprache) aufzutreten. Nebenbei spielte er in Kim Larsens Nebenprojekt „Larsen & Co.“, mit dem er die Single Damen på taget (etwa: Damen beim Ankleiden) herausbrachte. 1972 veröffentlichte er seine erste Solo-LP Kærligheden let på tå (etwa: Zärtlichkeit auf leisen Sohlen), wo Musiker wie Peter Ingemann, Christian Sievert und Flemming Quist Møller mitwirkten. Die Platte enthielt neben anderen Titeln auch den späteren großen Publikumsfavoriten „To Sjæle – En Tanke“ (Zwei Seelen – ein Gedanke). Hiernach begann er, mit u. a. Jess Stæhr, Ken Gudman und Kim Larsen, sein zweites Solo-Album Til Dig (Für dich) aufzunehmen, das 1978 herauskam. In derselben Zeit wirkte er in dem Theaterstück Stormfulde Højder (Stürmische Höhen) des „Jomfru Ane Theaters“ mit. Auch an der Platte zu diesem Stück, die im April 1977, teilweise als Liveaufnahme aus dem Konzertsaal Saltlager (Salzspeicher) in Kopenhagen, produziert und veröffentlicht wurde, arbeitete er mit.

### Eigene Band und Solo-Karriere
1975 gründete Møller mit dem Schlagzeuger Bjørn Uglebjerg (1948–1994) die „Stig Møller Band“. Im Jahr darauf wurde die Gruppe zum Trio „Skousen, Ingemann & Møller“ verkleinert. Mit dieser Formation veröffentlichten die drei 1976 die Platte Lykkehjulet (Glücksrad). 1980 vereinte Stig Møller die Musiker Moussa Diallo und Peter Svarre zu einer neuen Band und spielte die Platte Kom og dans (Komm und tanze) ein.
In den 1980er Jahren trat Stig Møller als Teil der Band „Flinkeskolen“ (Die gute Schule) auf, war aber auch als Solist unterwegs. 1985 gab er mit Peter Bastian eine LP mit Meditationsmusik heraus. Forest Walk (Waldspaziergang) wurde in tausenden Exemplaren verkauft, nicht allein in Dänemark, sondern auch in Japan und Kanada, wo die Platte in den Hitlisten geführt wurde. Diesen Stil verfolgten Møller und Peter Bastan mit der Veröffentlichung von Seven Keys (Sieben Schlüssel) von 1988 weiter. Die Musik bestand aus akustischem Gitarrenspiel und Naturlauten. – Stig Møller wirkte 1987 als Gitarrist an der Single Hulubulu mit, die in Verbindung mit der populären Kinder-Fernsehserie Da Lotte blev usynligt (Als Lotte unsichtbar wurde) gemacht worden war und die 1987 im dänischen Fernsehen lief.
Møller ließ in der Musikszene erst 1994 mit dem Album Sikke'n Dejlig Dag (Gewiss 'n schöner Tag) wieder von sich hören. Der Titelsong dieses Albums wurde außerordentlich populär in Dänemark und später als eine Art Erkennungssong für ihn sein größter Hit. Außerdem enthielt das Album schon früher veröffentlichte Lieder von Eik Skaløe und ihm. Die Veröffentlichung war gewürzt mit einer Neu-Interpretation des Liedes Jeg er havren (Ich bin der Hafer) von Aksel Agerby, in der er das Lied im Duett mit Lars H.U.G. sang. In der Zeit danach formte Møller das „Stig Møller Trio“, oft auch als „Stig Møller Band“ bezeichnet, dem außer ihm selbst Peter Ingemann, E-Bass, und Ken Gudman, Schlagzeug, angehörten. Das Trio spielte im ganzen Land und war ein großer Publikumsmagnet für die Spielstätten des Landes, die Stadt- und Hafenfeste, die Krämermärkte und die Festivals. Zwischenzeitlich wurde es durch den Keyboarder Mikkel „Ørva“ Haakonson (* 1967) erweitert. Die Live-CD I Vennernes Tegn (Im Zeichen der Freunde), die 1997 veröffentlicht wurde, ist ein Beispiel für den vitalen Auftritt des Trios. Sie spiegelt Møllers ganze Solokarriere wider, vom Debüt 1966 bis 1996. Die Live-Aufnahmen stammen vom Krämermarkt im Kopenhagener Stadtviertel Bellahøj. 2001 kamen Stig Møller und diese Besetzung mit dem Album Livet Gror – Og Det Er Skønt (Das Leben wächst – und das ist schön) heraus. Das „Stig Møller Trio“ wurde im Herbst 2001 aufgelöst, als Ken Gudman die Band verließ.

### Spätere Karriere
Møller war von 1982 an 30 Jahre lang fester Bestandteil des Skanderborg Festivals – sowohl als Solist, als auch mit wechselnden Bands. 2012 feierte er mit vielen seiner musikalischen Begleiter aus diesen dreißig Jahren und einem begeisterten Publikum auf dem Skanderborg-Festival mit einem großen Gala-Konzert sein 30-jähriges Bühnenjubiläum. Heute tritt Stig Møller regelmäßig im Café Drop Inn in Kopenhagen auf, wo er zusammen mit seinem Freund Peter Ingemann klassische Hits spielt und zwar neben seinen eigenen u. a. die von „Steppeulvene“, „Young Flowers“ und „Skousen & Ingemann“.
Seit 1966 schrieb Stig Møller neben seiner Karriere als Musiker für eine lange Reihe von Filmen die Musik und wirkte in einigen von ihnen auch als Darsteller mit.

## Diskografie
Soloalben:
- 1972 Kærligheden let på tå (Zärtlichkeit auf leisen Sohlen)
- 1978 Til dig (Für dich)
- 1980 Kom og dans (Komm und tanze)
- 1979 Seven Keys (Sieben Schlüssel)
- 1994 Sikke'n dejlig dag (Was für ein schöner Tag)
- 1997 I Vennernes Tegn (Im Zeichen der Freunde)
- 2001 Livet gror – og det er skønt (Das Leben wächst – und das ist schön)

Andere:
- 1988 Peter Bastian & Stig Møller: Forest Walk

## Filmografie
Quelle
- Sisimiut (1966); Dokumentarfilm – Musik
- Om ti minutter (1969; Für zehn Minuten), romantischer Kurzspielfilm – Mitwirkender – Musik
- En Film (1969; Ein Film), Experimentalfilm – Musik
- Zurp Ahtamn (1971), Dokumentarfilm (humoristischer Kurzfilm über Sex) – Mitwirkender
- Far om Midtpunkt (1972; Vater im Mittelpunkt), Dokumentarfilm – Musik
- Danske Lystbilleder (1973; Dänische Lustbilder), Dokumentarfilm – Musik
- Kort fra Danmark (1973; Karte aus Dänemark), Dokumentarfilm – Musik
- Prins Piwi (1974; Prinz Piwi), Spielfilm – Mitwirkender – Musik
- Valborgs Favns (1974; Walpurgis Holz-Klafter), Dokumentarfilm – Musik
- Lav og Orden i Christiania (1974; Recht und Gesetz in Christiania), Dokumentarfilm – Musik
- Kloden rokker (1978; Der Globus rockt), Dokumentarfilm – Musik
- Himmel og Helvede (1988; Himmel und Hölle), Spielfilm – Gitarrenspieler – Musik
- Husker du ... (1992; Erinnerst du dich …), Dokumentarfilm – Musik
- Stig Møller – et ægte blomsterbarn (1993; Stig Møller – ein echtes Blumenkind), Kurzdokumentarfilm – Mitwirkender
- En Dødstjald (1993; Ein tödlicher Joint), Kurzspielfilm – Musik
- Lille P's Verden (1993; Die Welt des kleinen Ps), TV-Serie; 8 Episoden – Musik
- Sofies have (1995; Sofies Garten), Kurzspielfilm für Kinder – Musik